# Dichaetomyia nigroscuta
Dichaetomyia nigroscuta är en tvåvingeart som beskrevs av Richard Mitchell Bohart och J. Linsley Gressitt 1946. Dichaetomyia nigroscuta ingår i släktet Dichaetomyia och familjen husflugor.
Artens utbredningsområde är Guam. Inga underarter finns listade i Catalogue of Life.